# هارولد دبليو. كليمنس
هارولد دبليو. كليمنس (بالإنجليزية: Harold W. Clemens)‏ هو سياسي أمريكي، ولد في 21 أكتوبر 1918، وتوفي في 3 ديسمبر 1998. نشط حزبياً في الحزب الجمهوري. وقد انتخب عضو جمعية ولاية ويسكونسن.